# Adalbert Seligmann
Adalbert Franz Seligmann, als Feuilletonautor Plein-air. und A. F. S. (*  2. April 1862 in Wien; † 13. Dezember 1945 ebenda) war ein österreichischer Maler und Kunstkritiker.

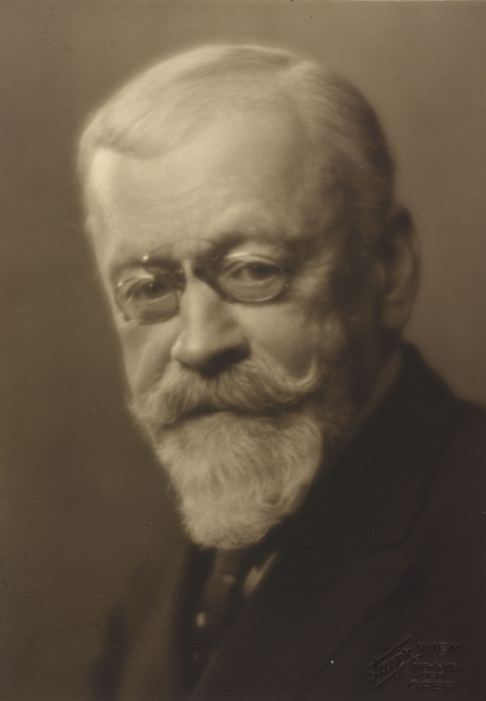
Aufnahme von Georg Fayer (~1930)

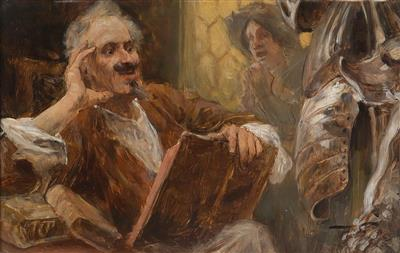
Don Quichote

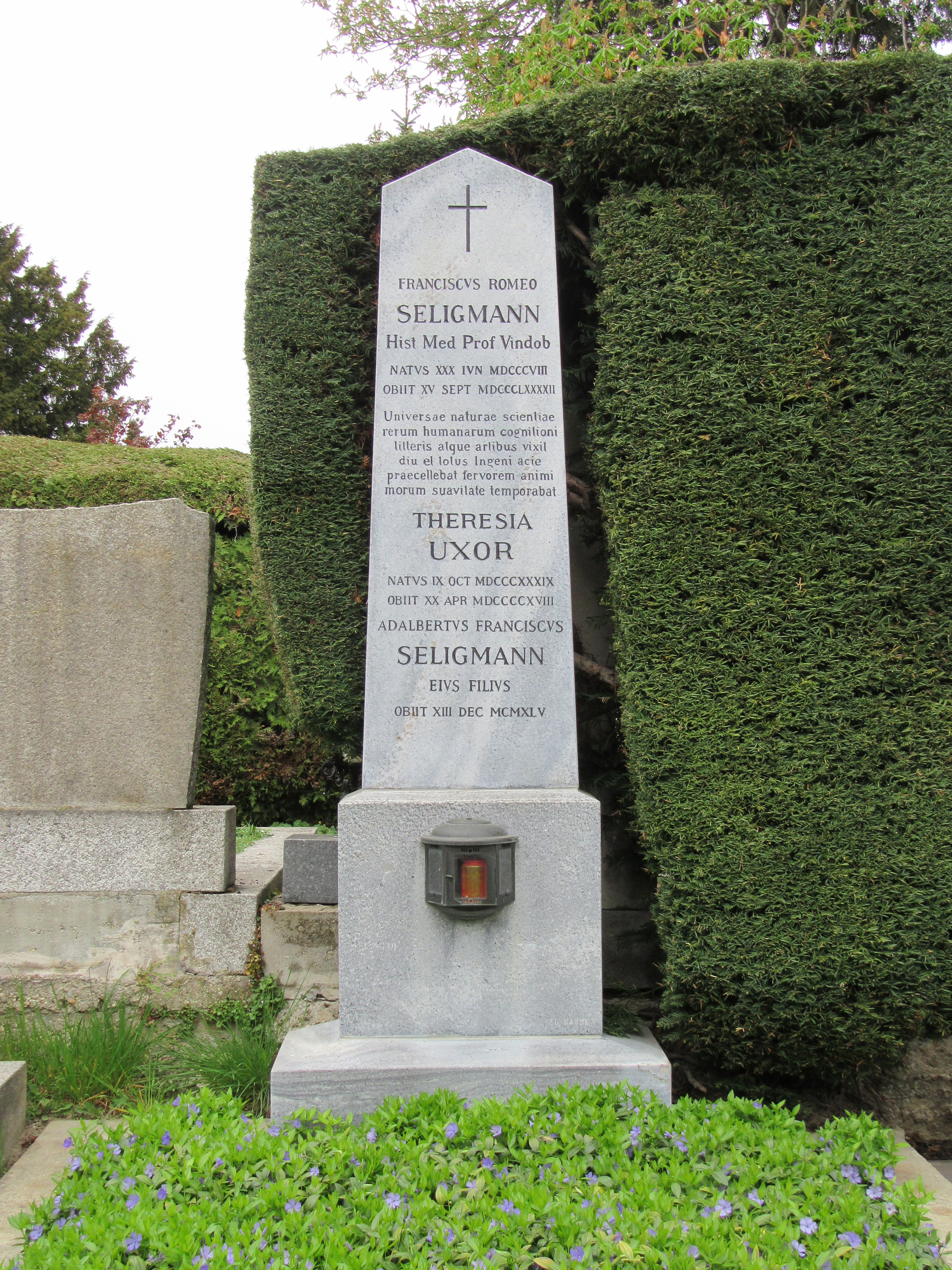
Grab von Adalbert Seligmann und seinen Eltern mit lateinischer Inschrift auf dem Döblinger Friedhof

## Werdegang
Der Sohn des Wiener Medizinhistorikers Romeo Seligmann verkehrte von Jugend auf in den intellektuellen Zirkeln Wiens. 1896 erhielt er auf der Internationalen Kunstausstellung in Berlin eine kleine Goldmedaille. Der besonders um die Jahrhundertwende auch als Lehrer geschätzte Historienmaler schrieb auch Kunstkritiken sowie Feuilletons für die Neue Freie Presse und befasste sich mit der Beziehung von Schriftstellern wie Goethe und Franz Grillparzer zur bildenden Kunst. Besondere Verdienste erwarb sich Seligmann als einer der Mitbegründer der Frauenkunstschule, aus der später die Wiener Frauenakademie wurde. Für Ella Elise Zwieback-Zirner entwarf er eine allegorische Zimmer-Dekoration für ihre Wohnung in der Kärntner Straße 11/15, Ecke Weihburggasse. Seligmanns wahrscheinlich bekanntestes Gemälde stellt den im Hörsaal vor versammeltem Auditorium operierenden Chirurgen Theodor Billroth dar. Die von seinem Vater übernommenen Schädelfragmente Beethovens bewahrte Seligmann bis 1936 in seiner Wiener Wohnung auf, ab diesem Zeitpunkt bis Kriegsende 1945 hielt er sie an einem unbekannten Ort versteckt. Ungeachtet seiner teilweise jüdischen Herkunft überstand Seligmann das NS-Regime und den Krieg unbeschadet in Wien. Über seine Erben wanderte der Schädel 1990 nach San José (Kalifornien) ans Center for Beethoven Studies der San José State University. Größere Nachlassteile Seligmanns befinden sich in der Wienbibliothek im Rathaus.
Im Jahr 1958 wurde in Wien-Liesing (23. Bezirk) die Seligmanngasse nach ihm benannt. Anlässlich seines 100. Geburtstags wurde im Dezember 1962 im Lesesaal der Wienbibliothek im Rathaus eine Ausstellung veranstaltet.